# Hydractinia carcinicola
Hydractinia carcinicola är en nässeldjursart som först beskrevs av Hiro 1939.  Hydractinia carcinicola ingår i släktet Hydractinia och familjen Hydractiniidae. Inga underarter finns listade i Catalogue of Life.